# Il favorito
Il favorito (Restoration) è un romanzo storico di Rose Tremain pubblicato nel 1989, anno in cui venne selezionato tra i finalisti del Booker Prize. Dal romanzo nel 1995 venne tratto il film Restoration - Il peccato e il castigo diretto da Michael Hoffman.

## Trama
Il romanzo racconta la storia di Robert Merivel, un medico. Dopo aver seguito la cura di uno dei cani di Carlo II d'Inghilterra, viene nominato chirurgo di tutti i cani del re. Si unisce poi in tutta la dissolutezza della corte di re Carlo. Il re organizza quindi un matrimonio di convenienza tra Merivel e una delle sue amanti, Clemence Celia. Questo viene fatto solo per ingannare l'altra amante del re, Barbara Castlemaine. A Merivel viene data la proprietà di Bidnold nel Norfolk, e Celia va ad abitare in una casa a Kew, dove il re può andare a trovarla di nascosto.
A Norfolk, Merivel abbandona il mestiere di dottore, e vive una vita dissipata in cui cerca di dedicarsi alla pittura con l'aiuto di un pittore ambizioso di nome Elias Finn. Le cose iniziano a cambiare quando Celia viene inviata presso Merivel dopo aver dispiaciuto il re. Una notte Merivel da ubriaco le fa la corte, e viene segnalato al re da Elias Finn, col risultato che il re confisca la proprietà di Merivel.
Merivel si unisce con il suo vecchio amico John Pearce studente presso il fittizio ospedale di New Bedlam, nel Norfolk. Si tratta di un ospedale per malati di mente, gestito dai quaccheri, dei quali Pearce è membro. In passato Pearce aveva condannato lo stile di vita peccaminoso di Merivel, e Merivel si unisce ora l'ospedale con le migliori intenzioni, e nella speranza di ritrovare la sua vocazione medica. Tuttavia, le cose vanno male quando ha una relazione con una paziente di nome Katharine, che rimane incinta. Viene espulso dall'ospedale, e viaggia con Katharine per stare con la madre di lei a Londra.
A Londra, colpita a quel tempo dalla grande peste, Merivel continua il suo lavoro di medico. Katharine ha una bambina, ma muore di parto. Durante il grande incendio di Londra del 1666, salva un'anziana donna da una casa in fiamme. Grazie a questo riacquista il favore del re, e alla fine il re gli permette di vivere a Bidnold con la figlia.

## Edizioni
- Rose Tremain, Il favorito, Frassinelli, 1995,  p. 371, ISBN 88-7684-331-0.